# Biblia de Vatablo

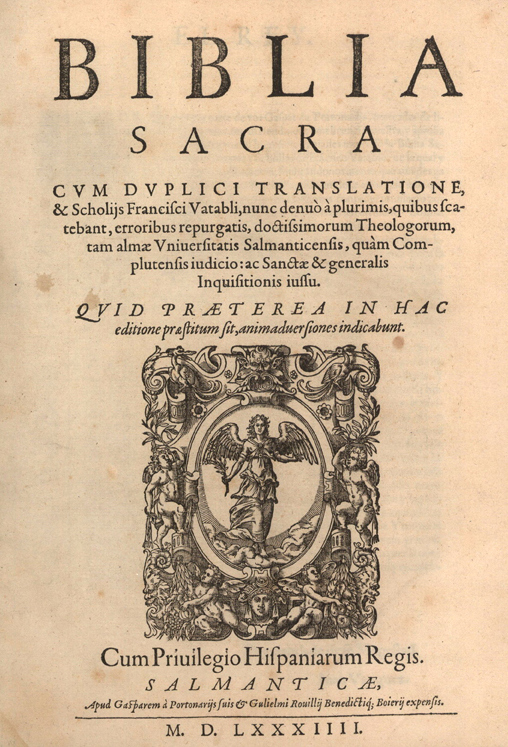
Frontispicio de Biblia sacra cum duplici translatione & scholiis Francisci Vatabli; nunc denuo a plurimis, quibus scatebant, erroribus repurgatis, doctissimorum Theologorum, tam almae Vniuersitatis Salmanticensis, quàm Complutensis iudicio ac Sanctae & generalis Inquisitionis iussu. Salamanca, por Gaspar de Portonariis, 1584. Biblioteca Nacional de España.

Se conoce como Biblia de Vatablo a la edición preparada por Robert Estienne —o Roberto Stephano— de la versión Vulgata de las Sagradas Escrituras junto con la traducción latina de Sanctes Pagnino y las anotaciones y correcciones de François Vatable, profesor de hebreo del Collège de France, impresa en París en 1545. De ella salió una segunda edición en Salamanca en 1555 a cargo del impresor Andrés de Portonariis, con atribución a fray Domingo de Soto de la revisión del texto. Pese a la buena acogida inicial de esta edición y de la parisina, de la que corrían numerosos ejemplares por España, los comentarios atribuidos a Vatablo —aunque, según parece, probablemente no fuesen redactados por él mismo, sino apuntes de clase tomados quizá por uno de sus discípulos y sucesor en la cátedra, Bertin-le Comte— se hicieron sospechosos de incluir tesis protestantes y fue en consecuencia una de las versiones de la Biblia incorporadas a la Censura de Biblias de la Inquisición española de 1554 y al Índice de obras prohibidas de Fernando de Valdés de 1559.
En enero de 1569 y ante una coyuntura más favorable, Gaspar de Portonariis vio la posibilidad de sacar una nueva impresión para lo que pidió licencia al Consejo Supremo de la Inquisición, que encomendó a Francisco Sancho, decano de la facultad de Teología de la Universidad de Salamanca, el examen y corrección del texto. En las Juntas de teólogos convocadas al efecto, cuyas sesiones se alargaron hasta 1571, se sentaron junto a Sancho, entre otros, los dominicos fray Juan Gallo y fray Bartolomé de Medina, el helenista León de Castro, los agustinos fray Juan de Guevara y fray Luis de León y los hebraístas Gaspar de Grajal y Martín Martínez de Cantalapiedra. Aunque todos los teólogos salmantinos asistentes a las sesiones firmaron finalmente la aprobación de las anotaciones de Vatable, lo que posibilitaría una nueva edición en 1584, en las juntas se enfrentaron dos tendencias irreconciliables, lo que iba a desencadenar la persecución de los hebraístas. León de Castro, acérrimo defensor de la Vulgata y la versión de los Setenta y desconocedor del hebreo, pero convencido de que las versiones hebraicas de la Biblia estaban corrompidas por la maldad de los judíos, combatió en ellas las tesis de los hebraístas, apoyados por fray Luis de León, que defendían la posibilidad de ofrecer nuevas interpretaciones de las Sagradas Escrituras, completando las aportadas por los santos, y de recurrir al texto hebreo como fuente más segura para resolver cuestiones filológicas, a la vez que defendían interpretaciones más literales de algunos libros del Antiguo Testamento y menos alegóricas que las ofrecidas por los escolásticos. El hecho de que algunos de ellos fuesen, además, de origen judeoconverso, sirvió a León de Castro, secundado por Bartolomé de Medina, para acusarlos ante la Inquisición de parcialidad judaica y menosprecio de la Vulgata, provocando su prisión y enjuiciamiento. Así Bartolomé de Medina, en su testificación contra fray Luis de León afirmaba que

... los dichos tres maestros [Grajal, Martínez y fray Luis de León] prefieren a Vatablo, Pagnino y sus judíos a la traslación Vulgata y al sentido de los santos, lo cual a este declarante ofendía mucho.

En cuanto a la Biblia de Vatablo, el Catálogo de 1583 prohibía las ediciones de la Biblia latina hechas por Robert Estienne en París en 1532 y 1540, pero permitía el uso de las notas de Vatable con las expurgaciones señaladas tras el estudio de los teólogos salmantinos, recogidas en el Índice de 1584. Un año después, el texto fue sometido a una nueva revisión por los teólogos de las universidades de Salamanca y Alcalá a petición de Gaspar de Portonariis, Benito Boya y Guillermo Rovilio, que preparaban una nueva impresión en Medina del Campo, puesta en circulación en 1586 con todas las licencias inquisitoriales. No obstante, algunos ejemplares de los almacenados por los impresores en Medina del Campo fueron enviados a México sin las oportunas enmiendas, lo que dio lugar que el receptor y distribuidor, Diego Navarro Maldonado, fuese sometido a juicio inquisitorial y a una dura censura emitida por el dominico fray Juan Ramírez, que acusaba a la edición de Portonariis de estar cargada de errores y mala doctrina, juicio no compartido por la Inquisición española, que se conformó con encomendar al benedictino fray Ramón Vallecillo el cotejo de la reciente edición con las matrices del Santo Oficio y las censuras del Índice. Más adelante, y de cara a la publicación del Índice de Sandoval, editado en 1612, la Inquisición encomendó en abril de 1611 una nueva revisión del texto al dominico Pedro de Palencia y, finalmente, tras ser sometido a un nuevo escrutinio por una comisión de expertos de la Universidad de Salamanca, la Regla III del mencionado Índice concluyó autorizando a todos su uso y el de la edición salmantina de 1584, corregidos y expurgados sus textos conforme a las indicaciones dadas para la edición última.